# Station Pieniężno
Station Pieniężno is een spoorwegstation in de Poolse plaats Pieniężno.